# Diana fürdő
A Diana fürdő tisztasági fürdő volt Budapest V. kerületében, az akkori Ács (később Kirakodó) téren, a mai Széchenyi István tér 3. szám alatt. Ezen a területen előtte a császári-királyi Sóhivatal állt, aminek a lebontása után a telket árverésen Pfeffer Ignác vette meg. A Hild József által ide tervezett kétemeletes lakóház és fürdő 1823-ban épült fel. 1827 körül, rövid ideig az első emeleti panzióban lakott gróf Széchenyi István.
A fürdő neve kezdetben Dunafürdő volt, és hamar igen népszerű lett tisztasága és célszerű berendezése miatt. 1855-ben gőzfürdőt alakítottak ki az első emeleten és növelték a fürdőszobák számát is. 1879-ben már 2800 fürdővendéget számlálhatott.
A Diana fürdő körülbelül 80 évig működött, majd az 1900-as évek elején csökkenni kezdett a forgalma. A Pesti Magyar Kereskedelmi Bank vásárolta meg az épületet, lebontatta, és a helyére eklektikus stílusú palotát építtetett, saját székházául. Ma a Belügyminisztérium működik benne.

## Ajánlott irodalom
- Liber Endre: Budapest fürdőváros kialakulása. (I-III., Budapest, 1934)